# Hōryū-ji

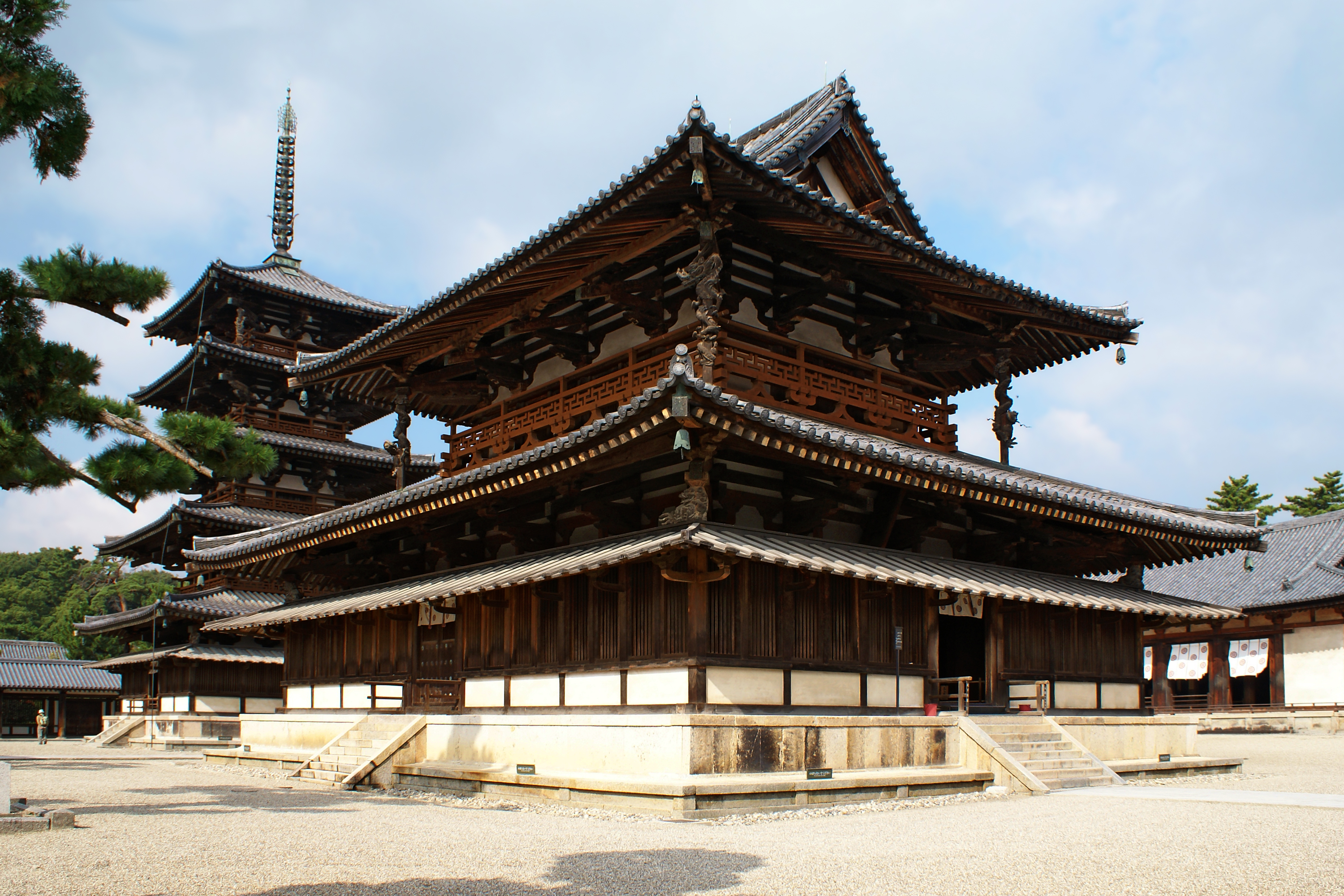
El Kondō i la pagoda de 5 pisos

Hōryū-ji (en caràcters japonesos 法隆寺) és un temple situat a la localitat d'Ikaruga-no-Sato, prop de Nara, a l'illa de Honshu (Japó), considerat un dels Set Grans Temples. Està inscrit a la llista del Patrimoni de la Humanitat de la UNESCO des del 1993. Els edificis més antics (el Kondō, la pagoda de cinc pisos i la porta central), daten del període Asuka (552-710) i es consideren les construccions de fusta més velles del món.
El temple va ser fundat pel príncep Shōtoku l'any 607, però segons el Nihon Shoki, l'any 670 tots els edificis van ser cremats per un llamp. Tanmateix, reconstruït fa almenys 1.300 anys, el Kondō (sala principal) és reconegut com l'edifici de fusta més antic del món.
Un incendi que va esclatar durant el desmantellament i reparació del Kondō el 26 de gener de 1949 va destruir un mural del període Asuka, un tresor nacional, i va sorprendre els japonesos. A partir d'aquest accident, el dia en què es va produir el foc és ara el dia de prevenció d'incendis per a béns culturals.
El temple va esdevenir, el 1993, el primer lloc del Japó reconegut com a Patrimoni de la Humanitat per part de la UNESCO amb el nom de Monuments budistes de la regió de Hōryū-ji.
El temple conté un gran nombre d'objectes de gran valor, frescos, estàtues i altres obres d'art que revelen influències xineses, coreanes i índies. Un dels tresors més importants és una tríada de Shaka (el Buda històric) flanquejat de dos servidors.
Un estudi d'anells d'arbres realitzat l'any 2001 va revelar que la shinbashira de la pagoda de cinc pisos va ser talada l'any 594, abans de cremar-se l'any 670.

## Història
El temple va ser originalment encarregat pel príncep Shōtoku; a l'època es deia Wakakusadera, nom que encara s'utilitza de vegades. Es creu que aquest primer temple es va acabar l'any 607. Hōryū-ji va ser dedicat a Yakushi Nyorai, el Buda de la curació i en honor al pare del príncep. Les excavacions realitzades el 1939 van confirmar que el palau del príncep Shotoku, l'Ikaruga-no-miya (斑鳩宮), ocupava la part oriental de l'actual complex del temple, on el Tō-in (東院) s'asseu avui. També es van descobrir les ruïnes d'un complex del temple que es trobava al sud-oest del palau del príncep i no completament dins del complex del temple actual. El temple original, nomenat pels historiadors i arqueòlegs moderns Wakakusa garan (若草伽藍), es va perdre, probablement cremada després de rebre l'impacte d'un llamp l'any 670. El temple va ser reconstruït però lleugerament reorientat en una posició nord-oest, que es creu que es va completar cap al 711. El temple va ser reparat i tornat a muntar a principis del segle XII, el 1374 i el 1603.
Durant el període Kamakura, a mesura que el culte de Shōtoku va agafar protagonisme al Japó, Hōryū-ji es va convertir en un lloc important per a la veneració del príncep difunt. Les pràctiques rituals dedicades al príncep Shōtoku van augmentar en nombre durant aquest temps. Un servei commemoratiu per al príncep anomenat la cerimònia de Shōryō-e es va convertir en un esdeveniment anual a Hōryū-ji a principis del segle XII, i encara es practica al temple i altres temples associats amb el príncep Shōtoku fins al segle XXI. El Kamakura i el primer període Heian també van aportar noves incorporacions a Hōryū-ji, inclosa la dedicació de diverses sales noves als recintes orientals i occidentals per venerar el príncep com l'encarnació del bodhisattva Kannon. El creixement del culte Shōtoku a partir del segle VII va impulsar l'ascens de Hōryū-ji com a temple conegut al Japó. Al final del govern de Tokugawa a mitjan 1800, el temple estava rebent fortes aportacions econòmiques del shogunat de manera regular. A més, el temple va créixer i va mantenir estretes relacions amb la secta Hossō durant tot el període Edo.
A partir dels primers anys del període Meiji, els canvis polítics significatius al Japó van comportar nous reptes per a Hōryū-ji. El sintoisme es va instaurar com a religió oficial de l'estat el 1868, el que va provocar la confiscació governamental de moltes terres budistes, una supervisió estricta del govern i una categorització dels temples budistes i una forta disminució del suport financer per a Hōryū-ji. La recategorització de les sectes budistes reconegudes oficialment pel govern, que es va produir poc després de l'inici del govern Meiji, no va reconèixer la secta Hossō com una institució formal del budisme japonès. Quan la seu de la secta Hossō, Kōfuku-ji, va ser tancada durant un temps durant la restauració Meiji, Hōryū-ji es va afiliar al budisme Shingon. Tanmateix, després que el govern canviés la seva posició i permetés als temples budistes triar la seva pròpia secta afiliada a finals del segle XIX, Hōryū-ji va renovar la seva afiliació a l'escola Hossō. A causa de la manca de recursos durant el primer període Meiji, els monjos de Hōryū-ji van decidir donar molts dels tresors del temple per a la seva exhibició al museu. Van poder aconseguir una compensació per aquesta donació, millorant la situació econòmica del temple. Els treballs de conservació del lloc van començar el 1895, però van culminar el 1934, quan va començar un projecte de restauració massiu a Hōryū-ji. El projecte es va interrompre durant la Segona Guerra Mundial, quan grans porcions del mateix temple van ser desmantellades i amagats als turons que envolten Nara. Tanmateix, a causa de la política dels Estats Units d'Amèrica pel que fa a la preservació dels llocs culturals a Nara i Kyoto, tot el lloc es va estalviar dels bombardejos durant la guerra. El projecte de restauració es va reprendre després de la guerra i va concloure el 1985. Gran part del complex del temple va ser reparat a causa de segles de danys ambientals. Durant la restauració, es van utilitzar pintures més antigues del temple per determinar la disposició original del conjunt, i molts dels habitatges construïts durant els anys intermedis van ser enderrocats.
Avui dia, el temple es pot identificar com la seu de la secta Shōtoku i és un lloc popular per al pelegrinatge. Com a Patrimoni de la Humanitat de la UNESCO, Hōryū-ji també és un lloc atractiu per als turistes. Segons el lloc web del temple, actualment alberga més de 180 dels tresors nacionals i béns culturals importants designats del Japó, i va ser la primera estructura del Japó a convertir-se en Patrimoni de la Humanitat. Hōryū-ji també celebra esdeveniments freqüents en uns quants llocs del complex, i moltes de les seves estructures estan obertes al públic.

## Arquitectura

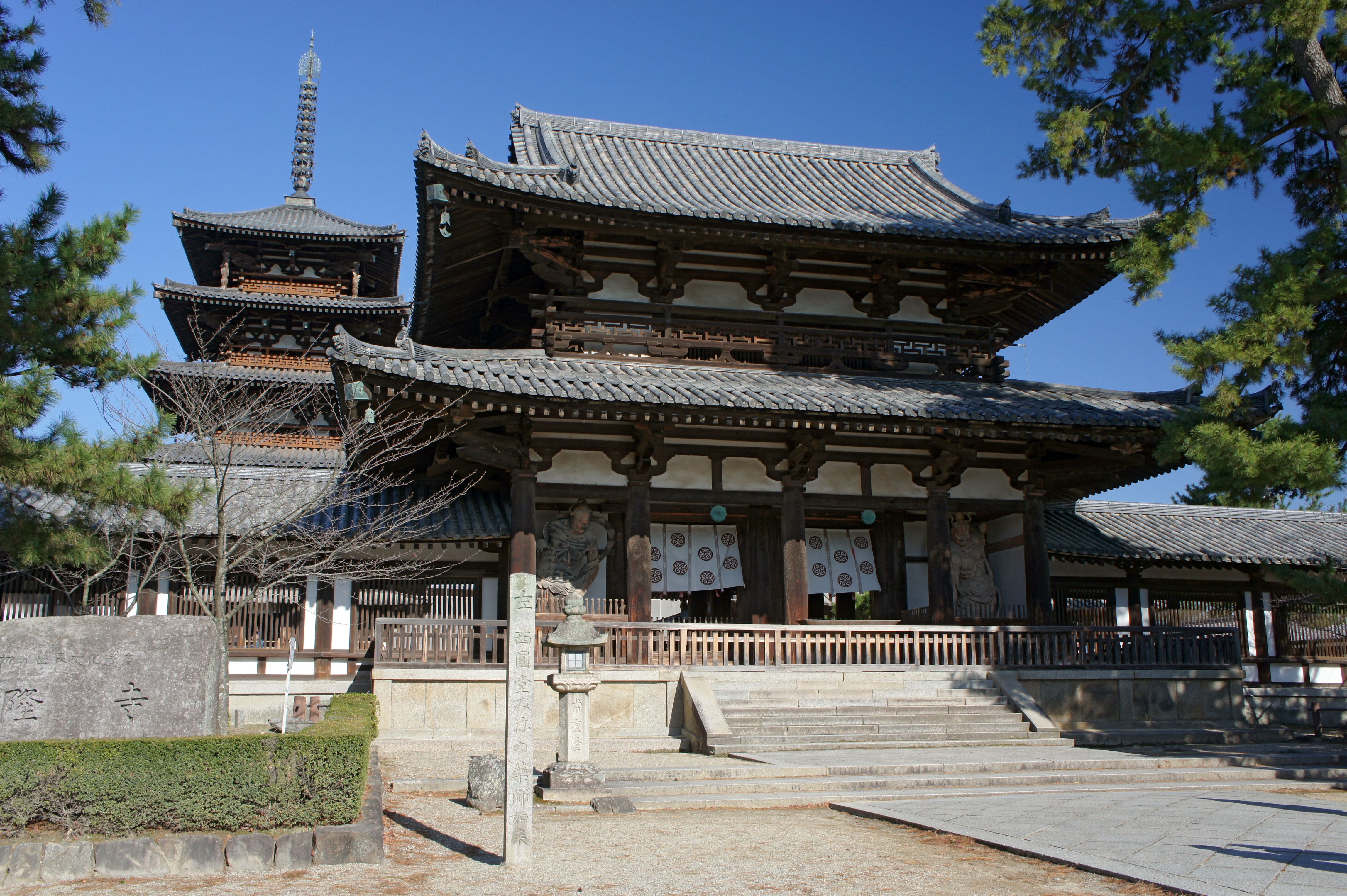
El Chūmon (Porta Interior) amb les seves columnes d'entasi

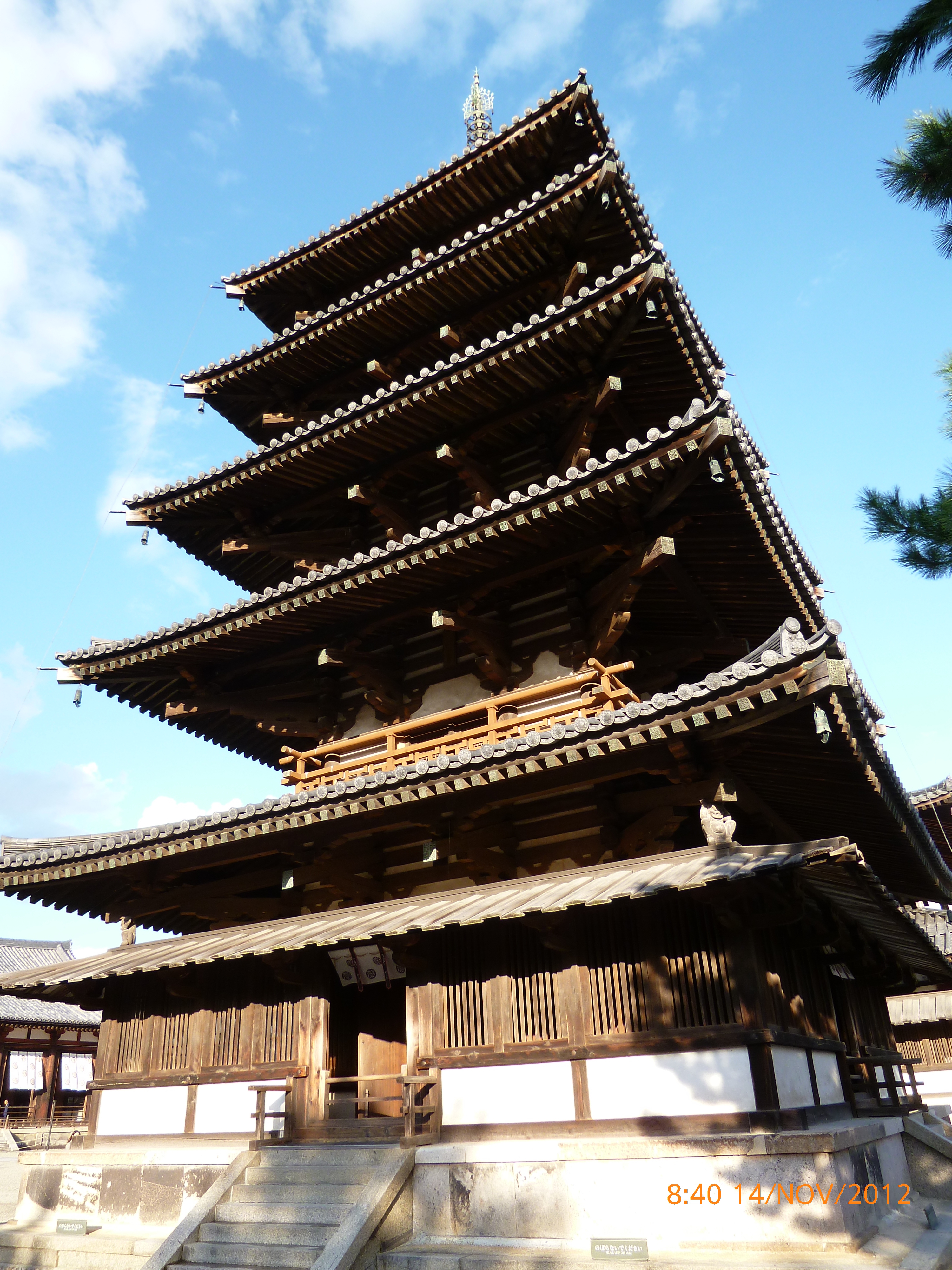
Monuments budistes a la zona de Hōryū-ji

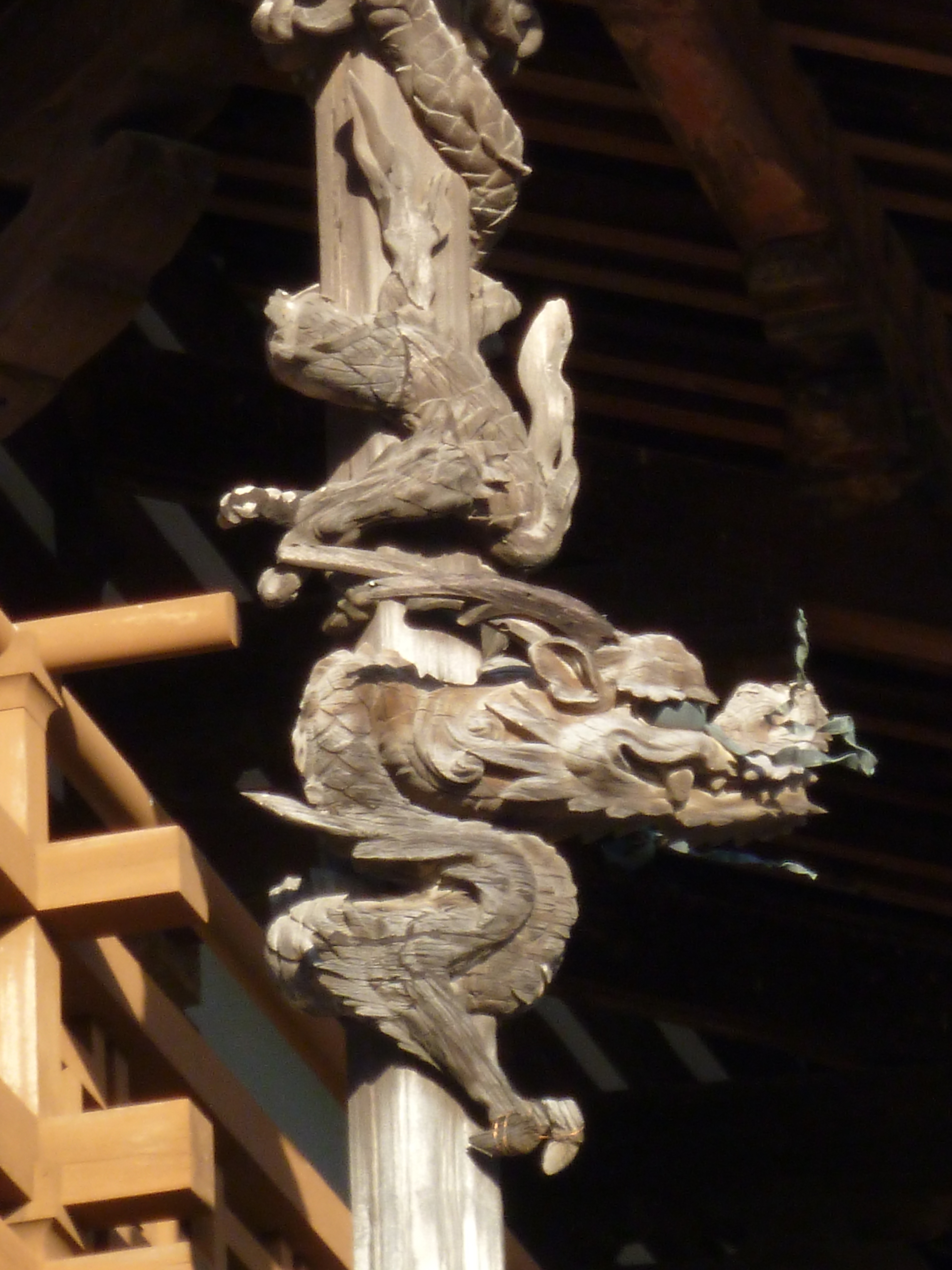
Vista més detallada de les talles de fusta als monuments budistes de la zona de Hōryū-ji.

### Complex actual
El temple actual està format per dues zones, el Sai-in (西院) a l'oest i el Tō-in (東院) a l'est. La part occidental del temple conté el Kondō (金堂, sala del santuari) i la pagoda de cinc pisos del temple. La zona de Tō-in acull la sala octogonal Yumedono (夢殿, Saló dels Somnis) i es troba a 122 metres a l'est de la zona de Sai-in. El complex també conté dependències per a monjos, aules de conferències, biblioteques i menjadors.

### Característiques

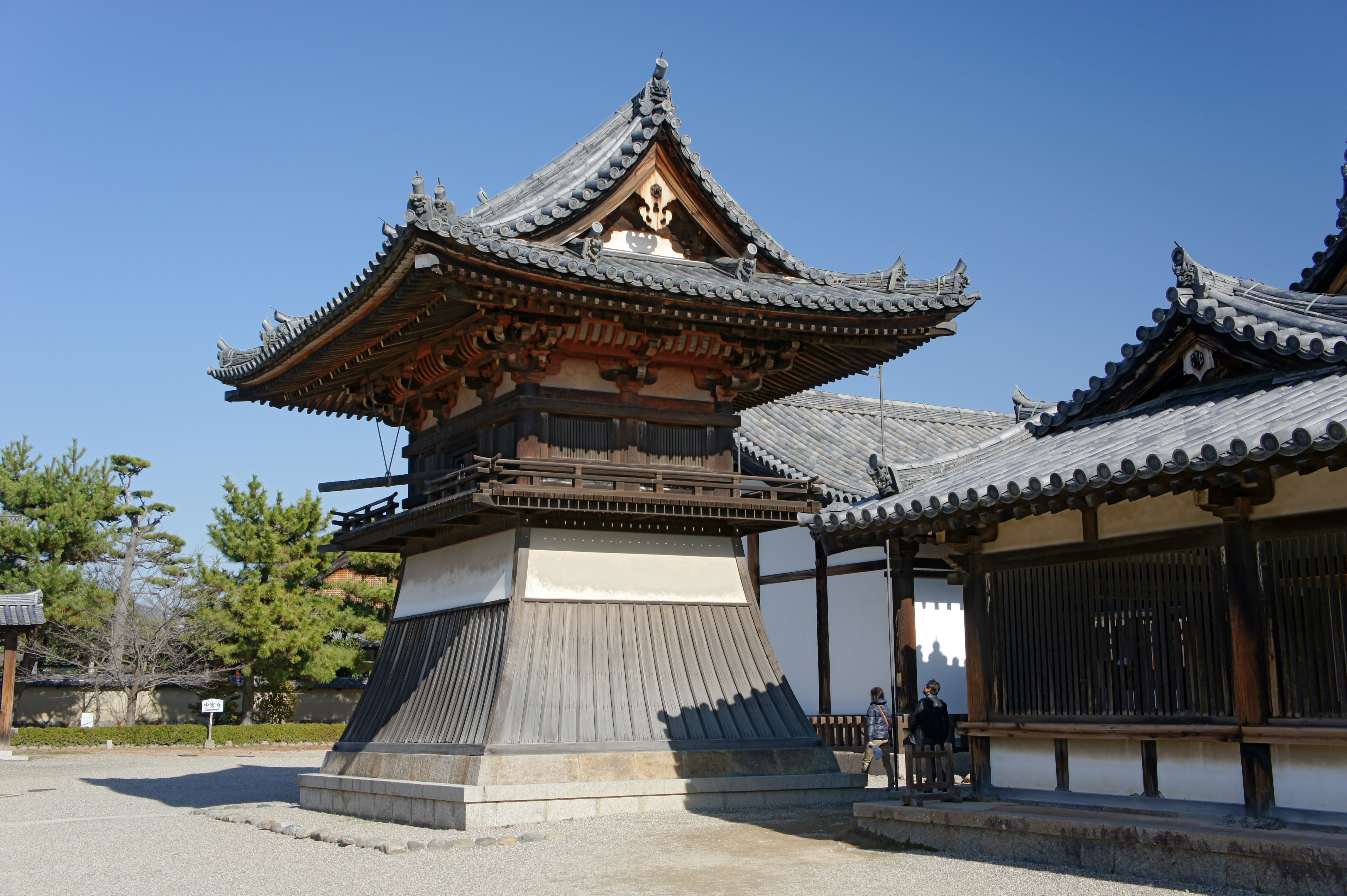
El campanar del recinte est

Els edificis reconstruïts incorporen importants influències culturals dels Tres Regnes de Corea, en particular les de Baekje, des del Han oriental fins al Wei del Nord de la Xina, així com de l'arquitectura grega antiga, especialment a les columnes.
La reconstrucció ha permès que Hōryū-ji absorbeixi i presenti una fusió única d'elements d'estil del període Asuka inicial, afegits a alguns de distintius que només es veuen a Hōryū-ji, com ara les proporcions extremadament petites del cinquè pis de la pagoda, que no tenen els edificis construïts en anys posteriors. També acull exemples únics de l'arquitectura japonesa primerenca, com ara el santuari de Tamamushi.
Hi ha moltes característiques que suggereixen que el recinte actual de Hōryū-ji no està completament relacionat amb l'estil del període Asuka de la mateixa manera que de la mateixa manera que altres obres de l'època. Els estudiosos assenyalen que l'estil de Hōryū-ji és més conservador que altres exemples de l'època, com ara Yakushiji.

### Pagoda

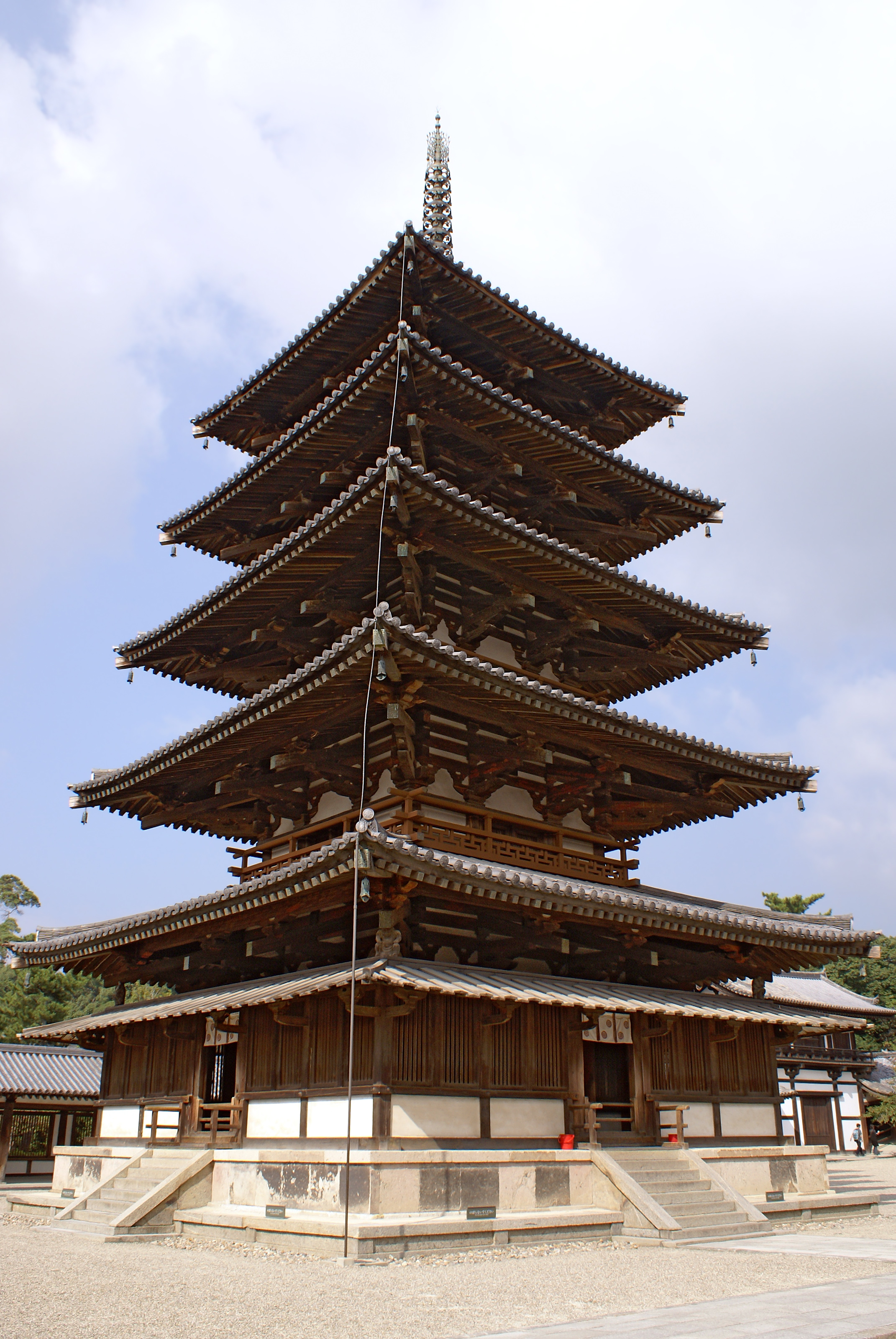
La pagoda té certes característiques úniques de Hōryū-ji

La pagoda de cinc pisos, situada a la zona de Sai-in, té una alçada de 32,45 metres (122 peus) i és un dels edificis de fusta més antics que es conserven al món. La fusta utilitzada al pilar central o axis mundi de la pagoda s'estima, mitjançant una anàlisi dendrocronològica, que va ser tallada l'any 594. L'axis mundi descansa tres metres sota la superfície de la massissa pedra fonamental, estenent-se fins a terra. A la seva base, hi ha consagrada una relíquia que es creu que és un fragment dels ossos de Buda. Al seu voltant, quatre escenes esculpides de la vida de Buda estan orientades cap als quatre punts cardinals. La pagoda té cinc pisos però, com és habitual a les pagodes, no hi ha accés a l'interior.

### Kondō

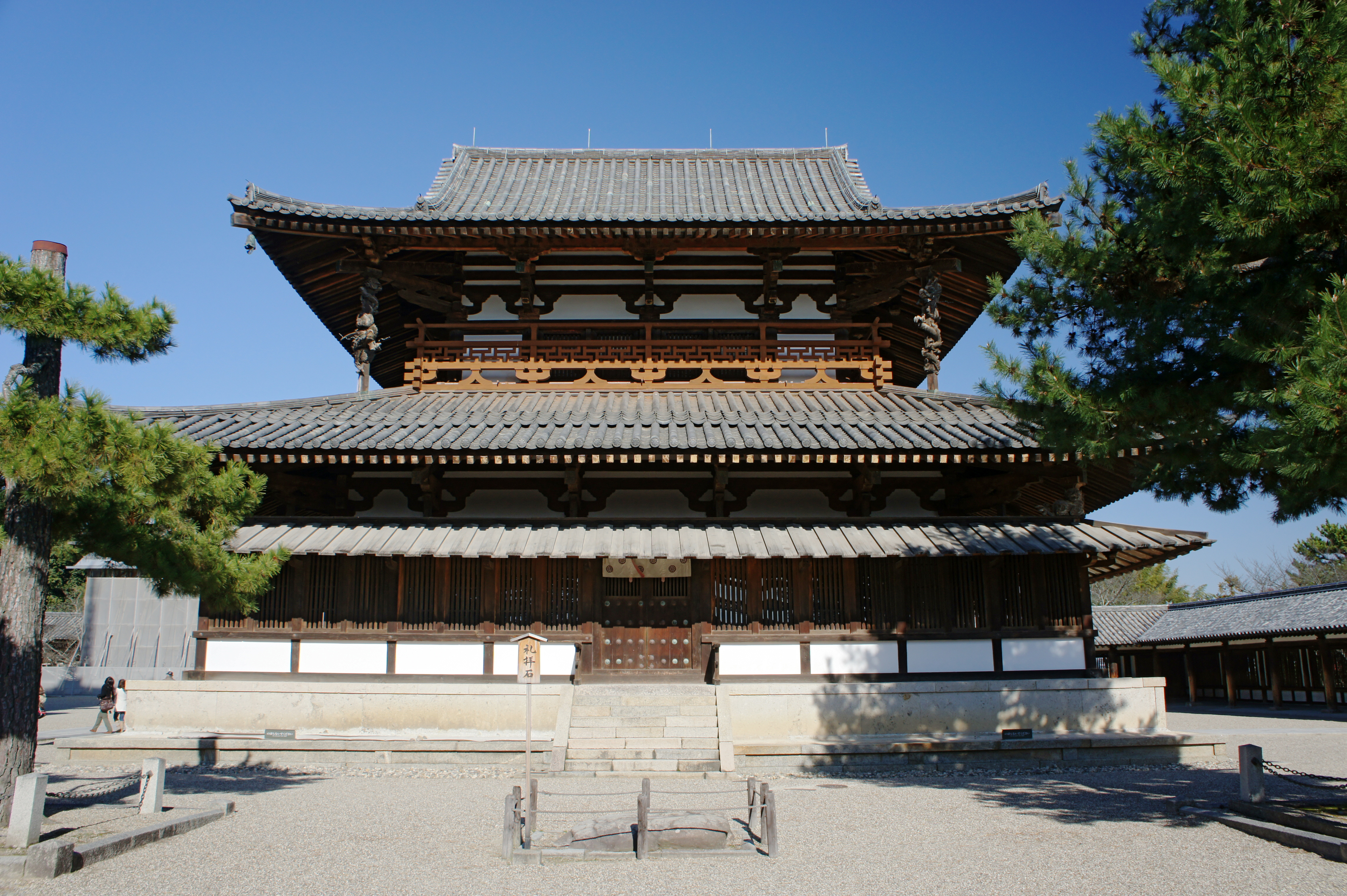
El kondō

El kondō, situat al costat de la pagoda a Sai-in, és un altre dels edificis de fusta més antics que es conserven al món. La sala mesura 18,5 metres per 15,2 metres. Té dos pisos, amb sostres corbats a les cantonades. Només el primer pis té doble teulada. Això es va afegir més tard, durant el període Nara, amb pals addicionals per sostenir la primera teulada original, ja que s'estenia més de quatre metres més enllà de l'edifici.
A causa d'un incendi que va esclatar el 26 de gener de 1949, l'edifici va patir greus danys, principalment a la primera planta i als murals. Com a resultat de la restauració (completa el 1954), s'estima que entre un quinze i un 20% dels materials originals del Kondo del segle VII es conserven a l'edifici actual, mentre que els elements carbonitzats es van retirar amb cura i es van reconstruir en un magatzem ignífug separat per a futures investigacions.
A través d'una anàlisi dendrocronològica recent duta a terme amb els materials conservats durant les restauracions realitzades a la dècada del 1950, ha resultat que alguns d'ells van ser talats abans del 670, cosa que suggereix la possibilitat que l'actual kondō ja estigués en construcció quan l'incendi del 670, tal com es registra al Nihon Shoki, va cremar l'antic Wakakusa-garan.
Les pintures murals que es mostren avui al Kondō són una reproducció de 1967.

### Yumedono (Saló dels Somnis)
Yumedono (夢殿, ja) és una de les principals construccions en la zona de Tō-in, construïda en el sòl que va ser abans el palau privat del príncep Shōtoku, Ikaruga no miya. L'actual encarnació d'aquesta sala va ser construïda en 739 per a assegurar l'esperit del Príncep. La sala va adquirir el seu nom comú actual en el període heiano, després d'una llegenda que diu que un Buda va arribar com el príncep Shōtoku i va meditar en una sala que existia aquí. L'hall també conté el famós Yumedono Kannon (també Kuse-, o Guze Kannon); que només es mostra en unes certes èpoques de l'any.

## Tresors
Els tresors del temple es consideren una càpsula del temps de l'art budista dels segles VI i VII. Molts dels frescos, estàtues i altres obres d'art dins del temple, així com l'arquitectura dels mateixos edificis del temple, mostren la forta influència cultural de la Xina, Corea i l'Índia, així com aspectes de la pràctica budista al Japó.
El Museu Nacional de Tòquio conserva més de 300 objectes que van ser donats a la Casa Imperial per Hōryū-ji el 1878. Alguns d'aquests articles estan exposats al públic i tots estan disponibles per al seu estudi com a part de la col·lecció digital del museu.

## Galeria

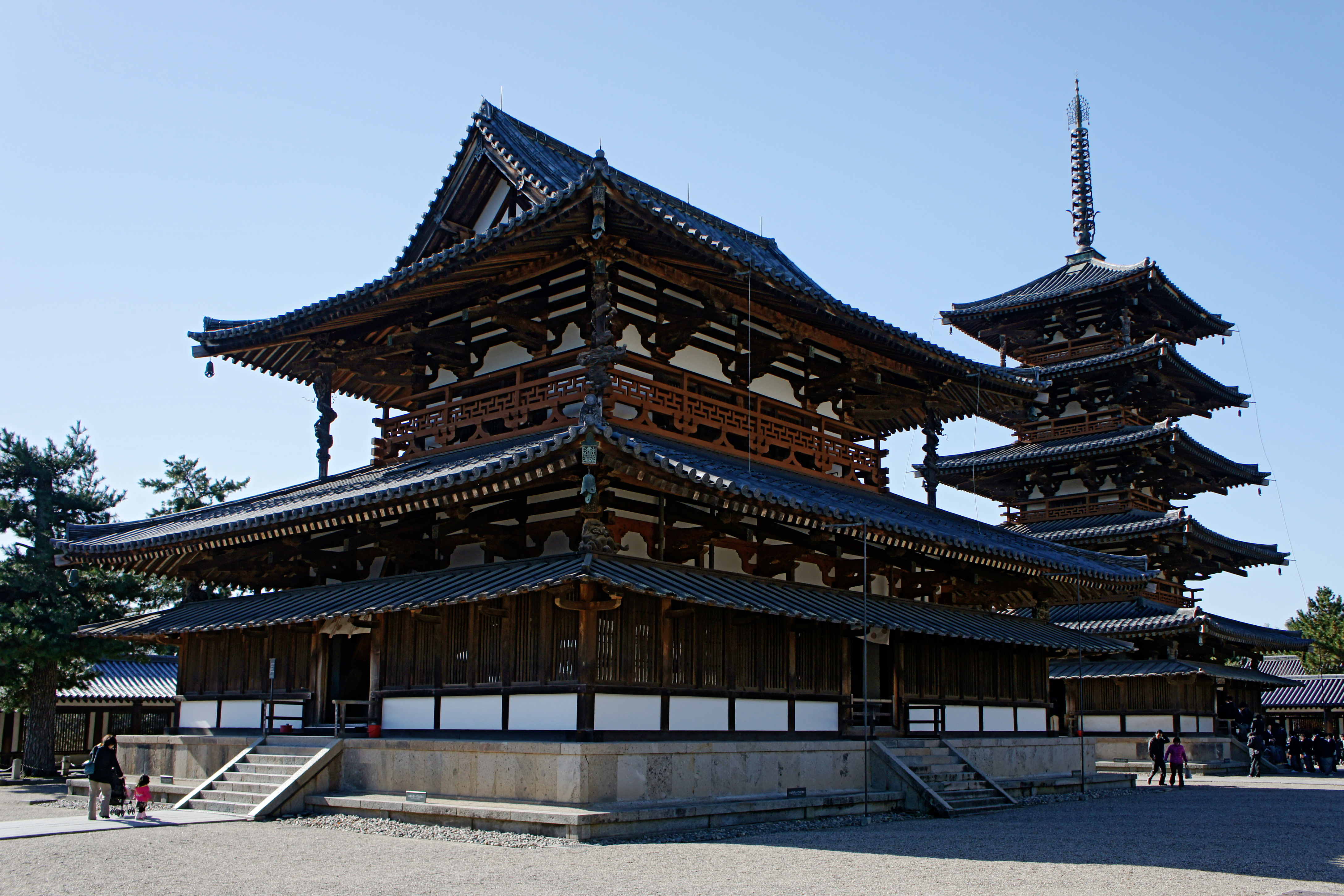
Kondō i pagoda
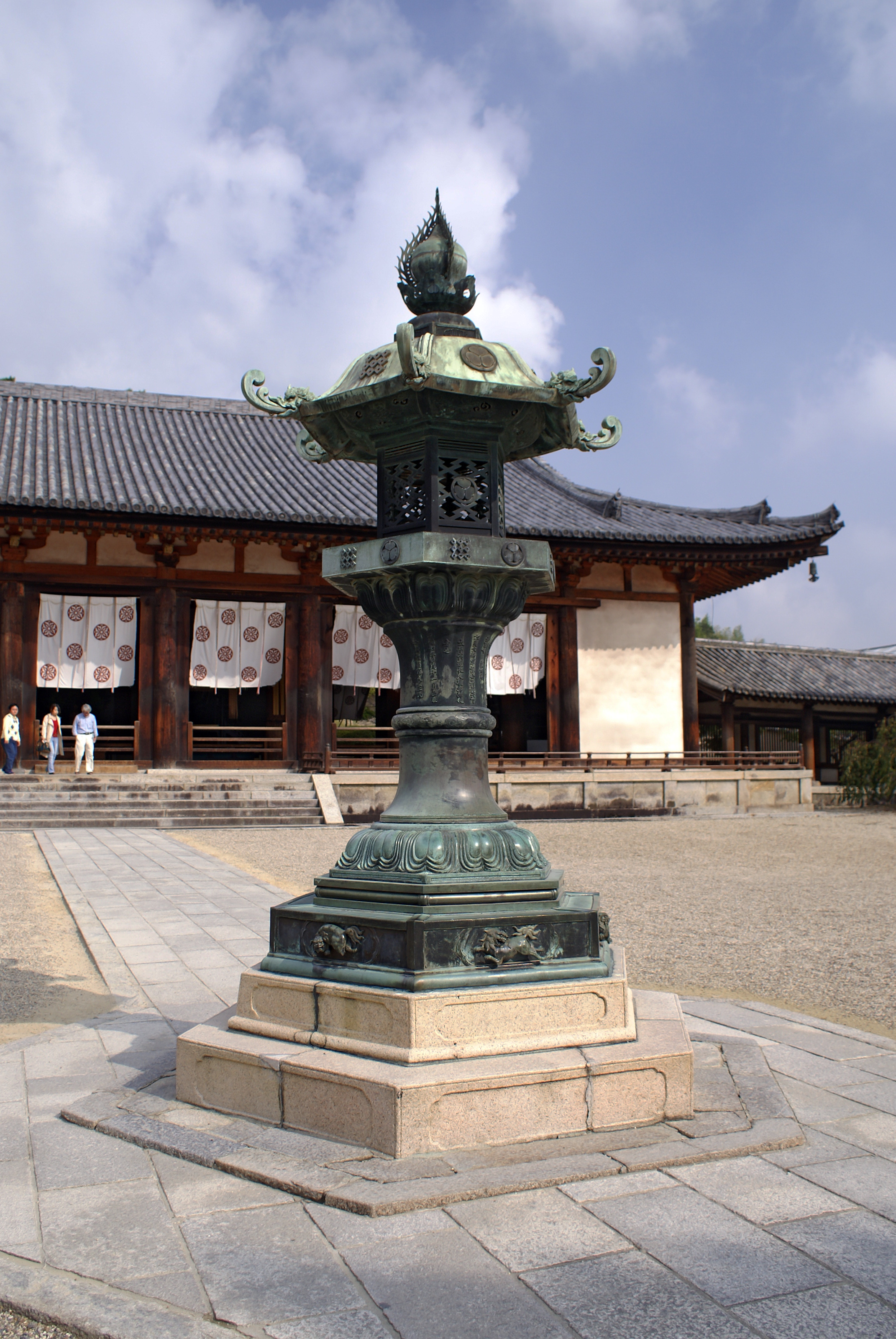
Llanterna de bronze
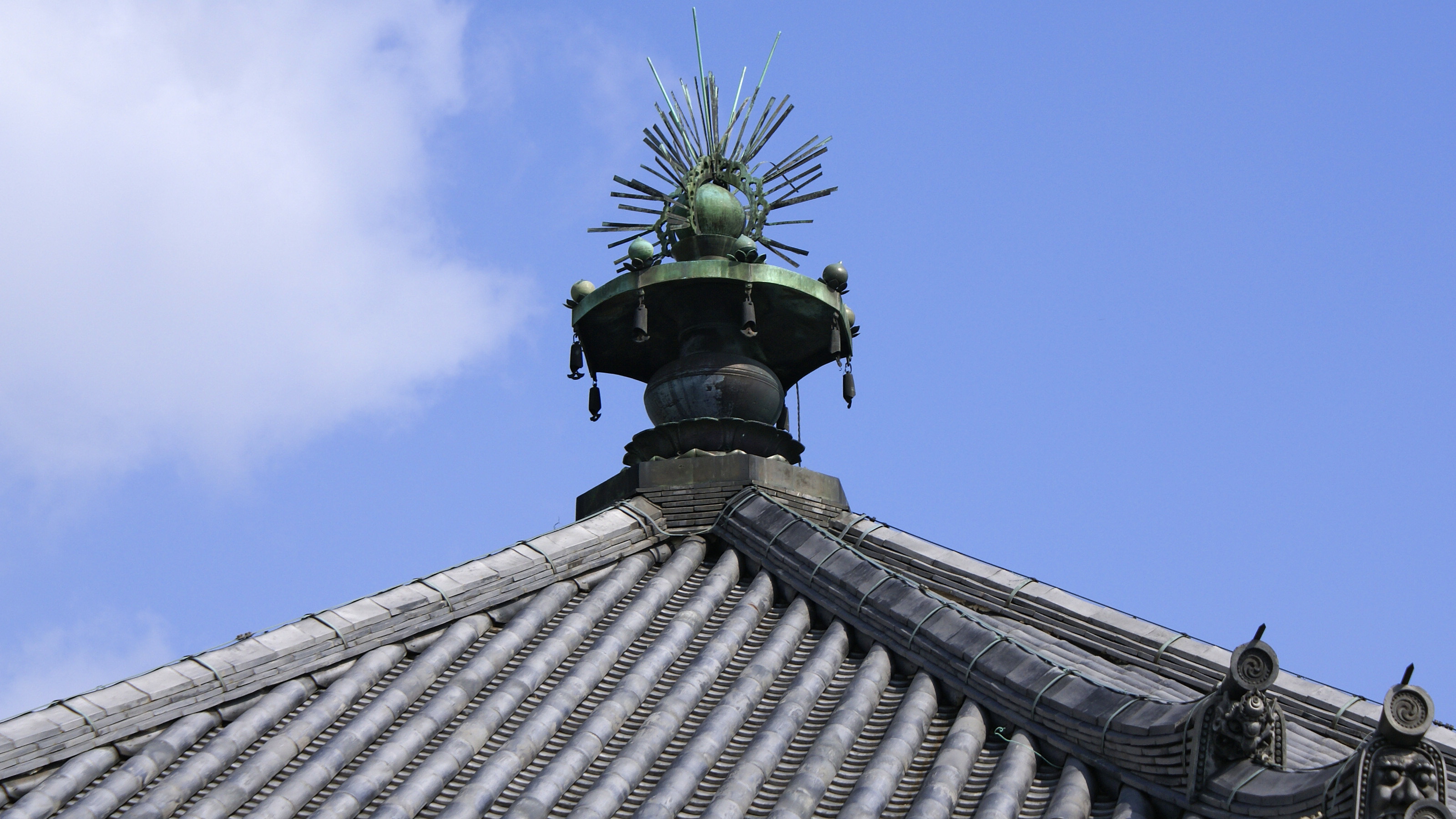
Decoració de la teulada de Yumedono
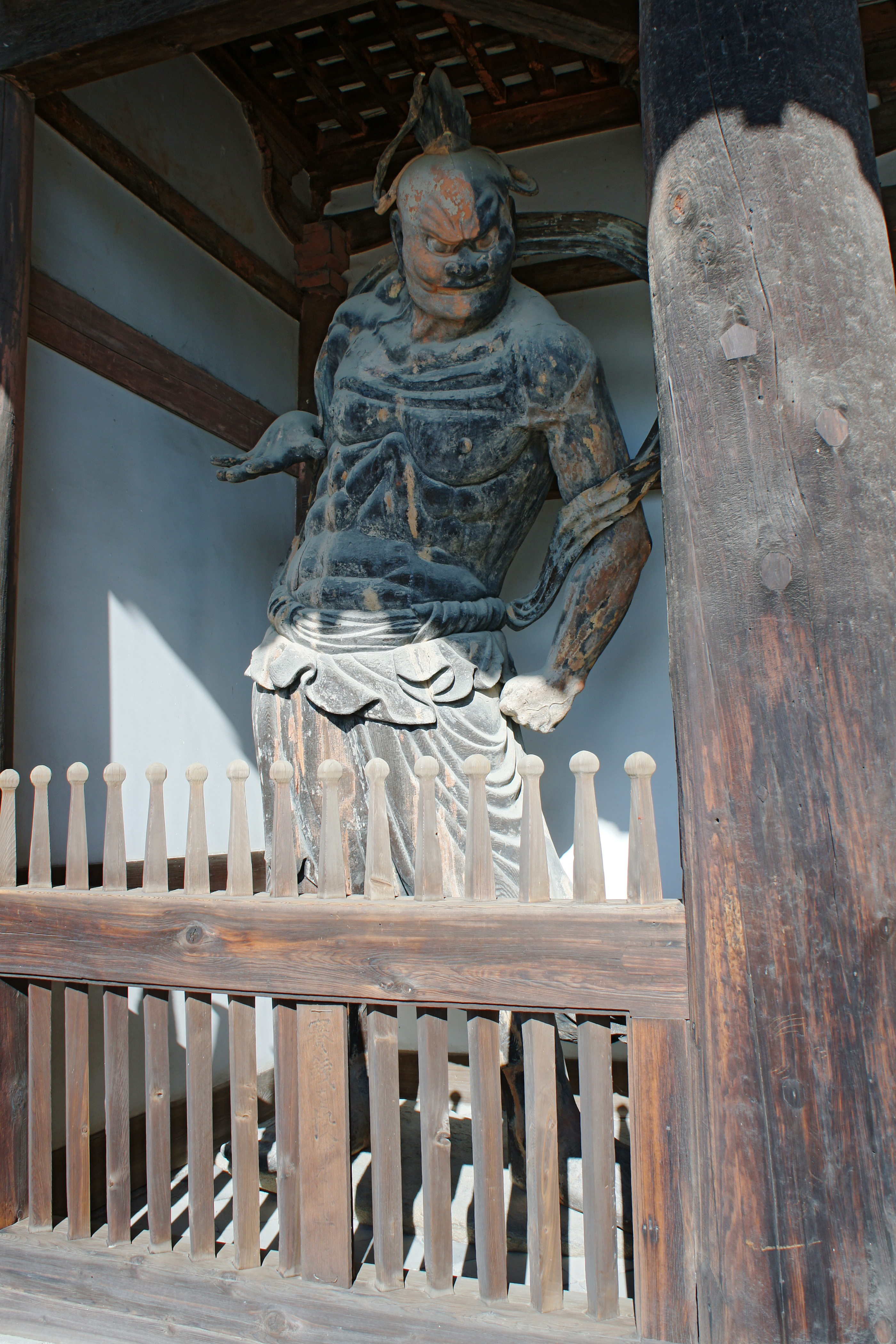
Estàtua del guardià
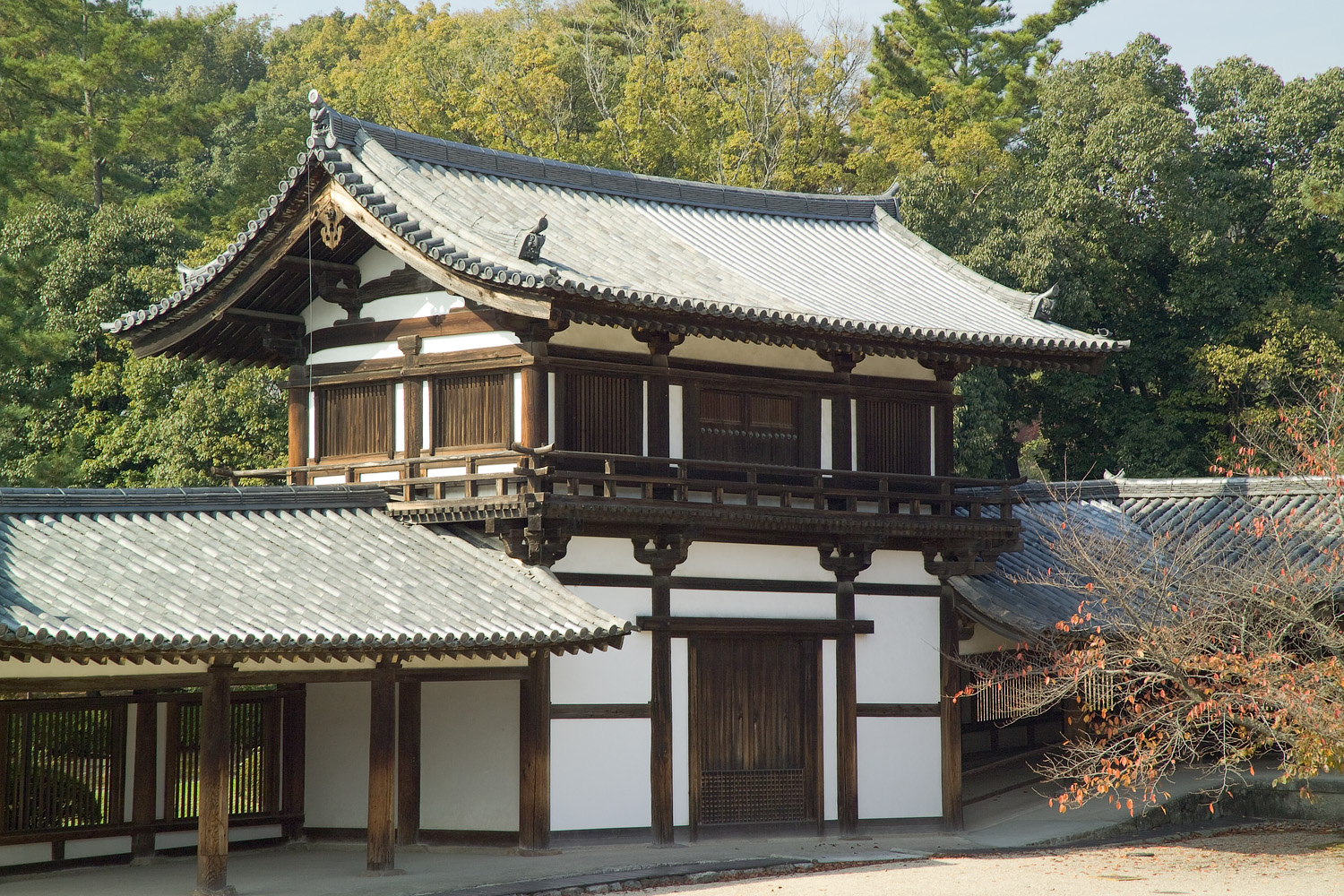
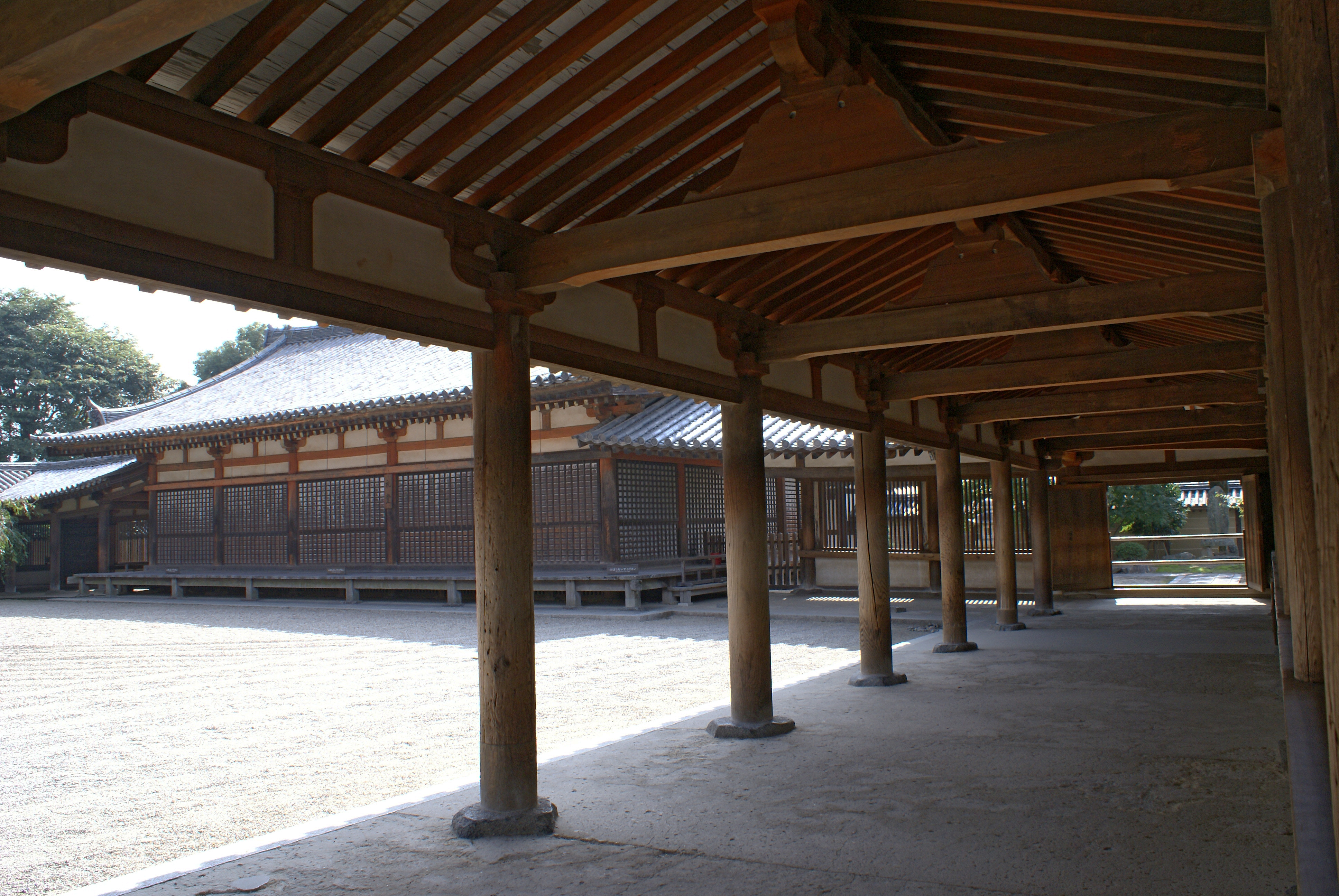
Reidō i el Claustre de Toin
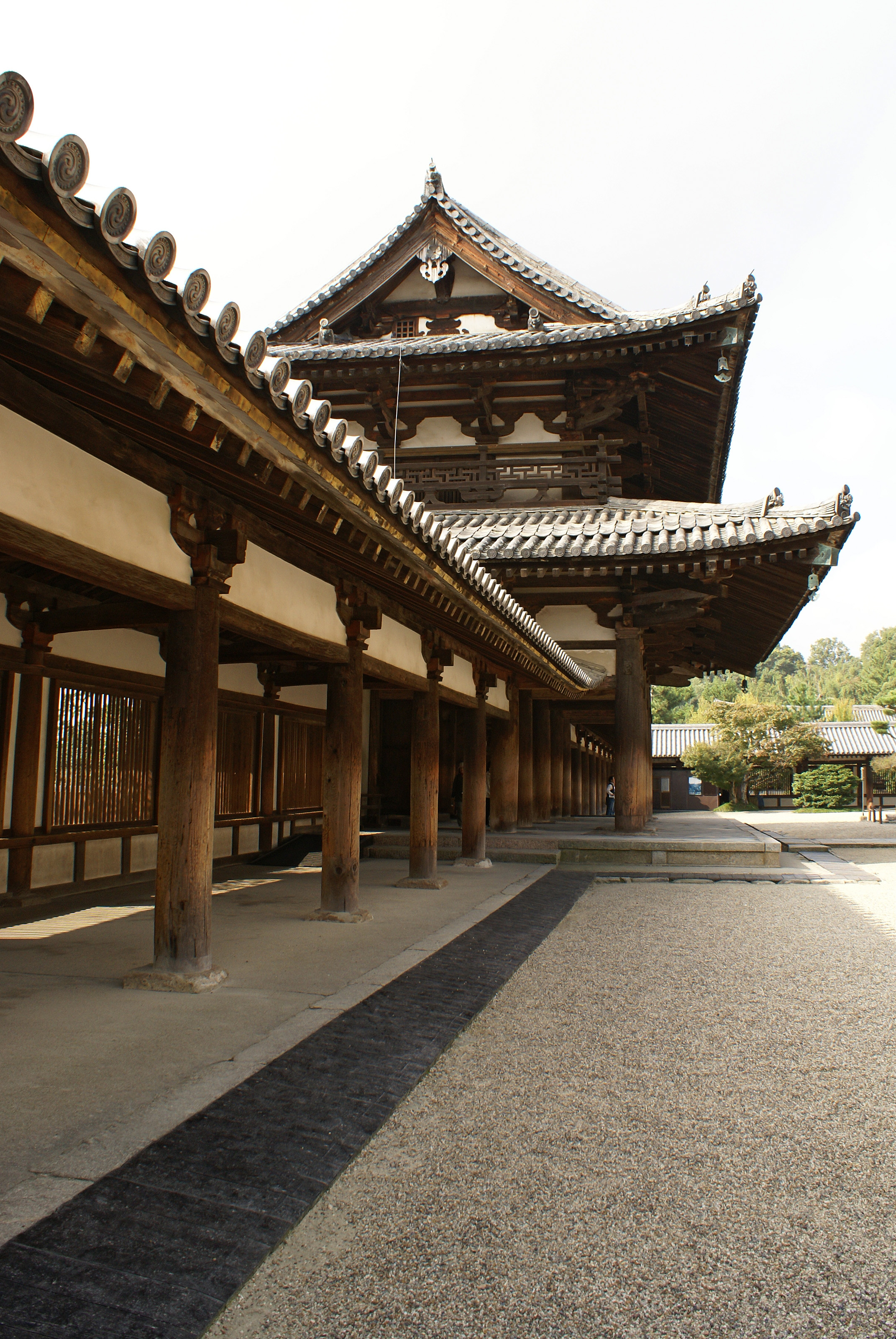
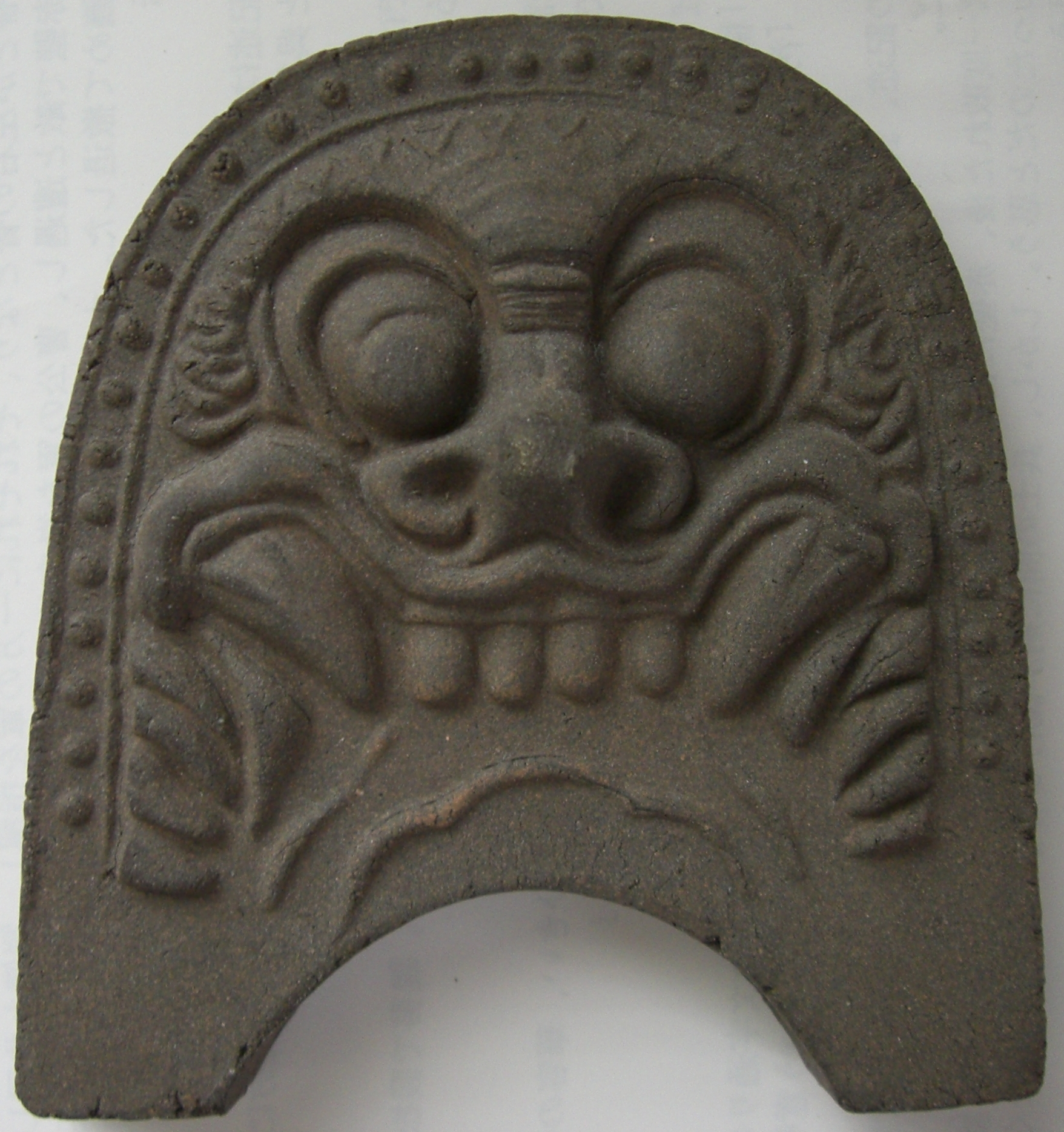
Teula d’Onigawara
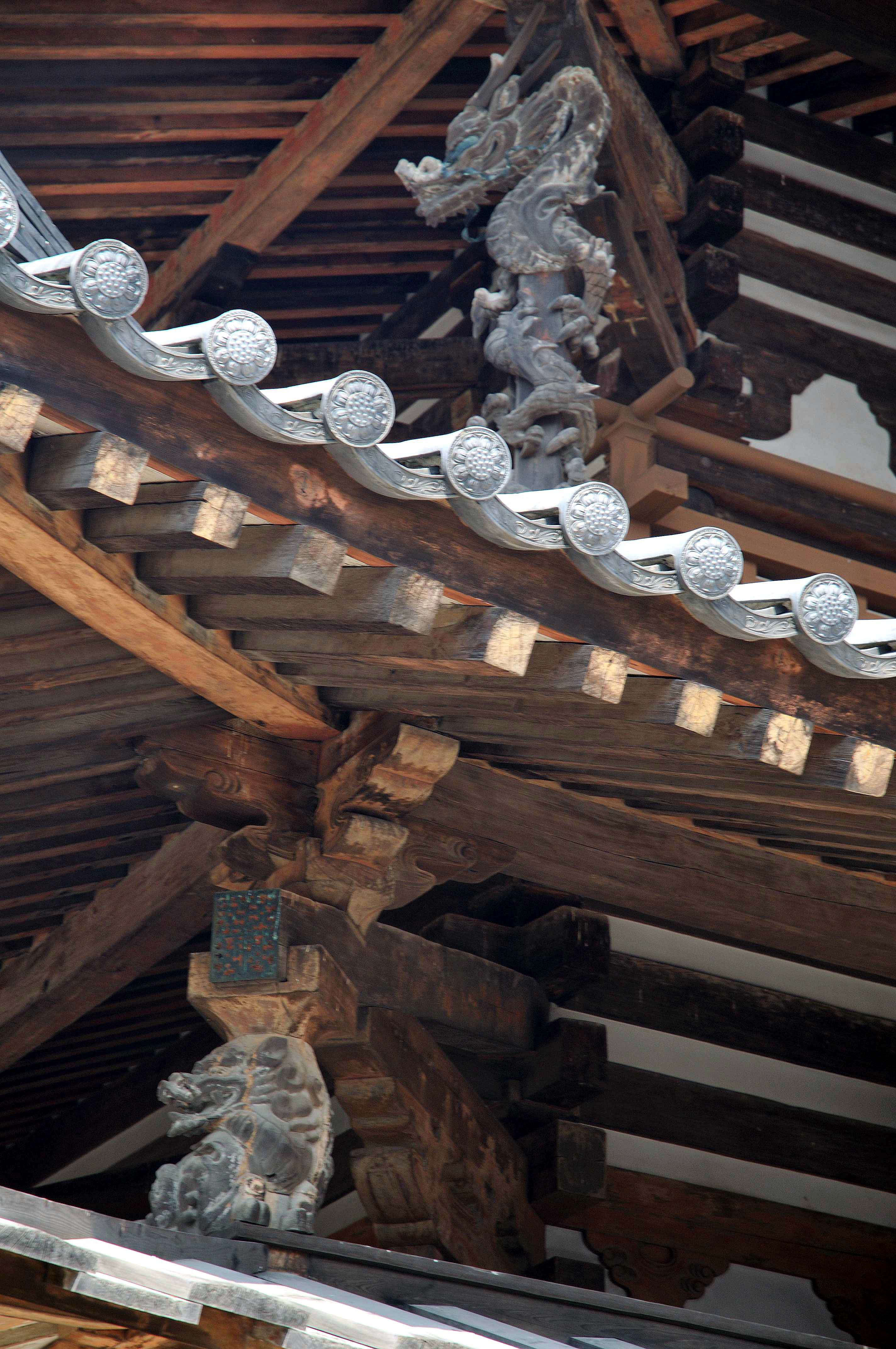
Ornaments de drac a la teulada
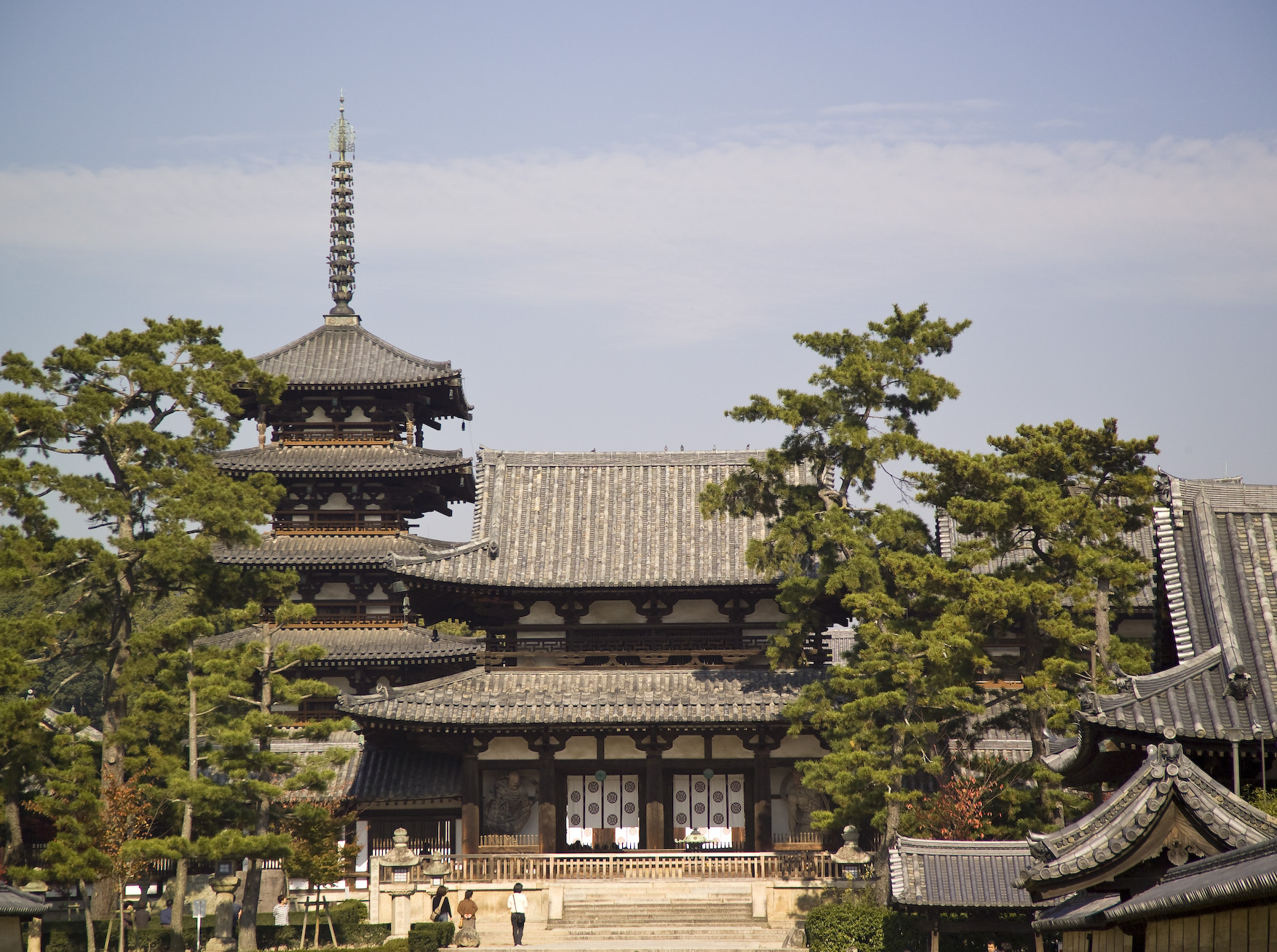
El complex Horyu-ji
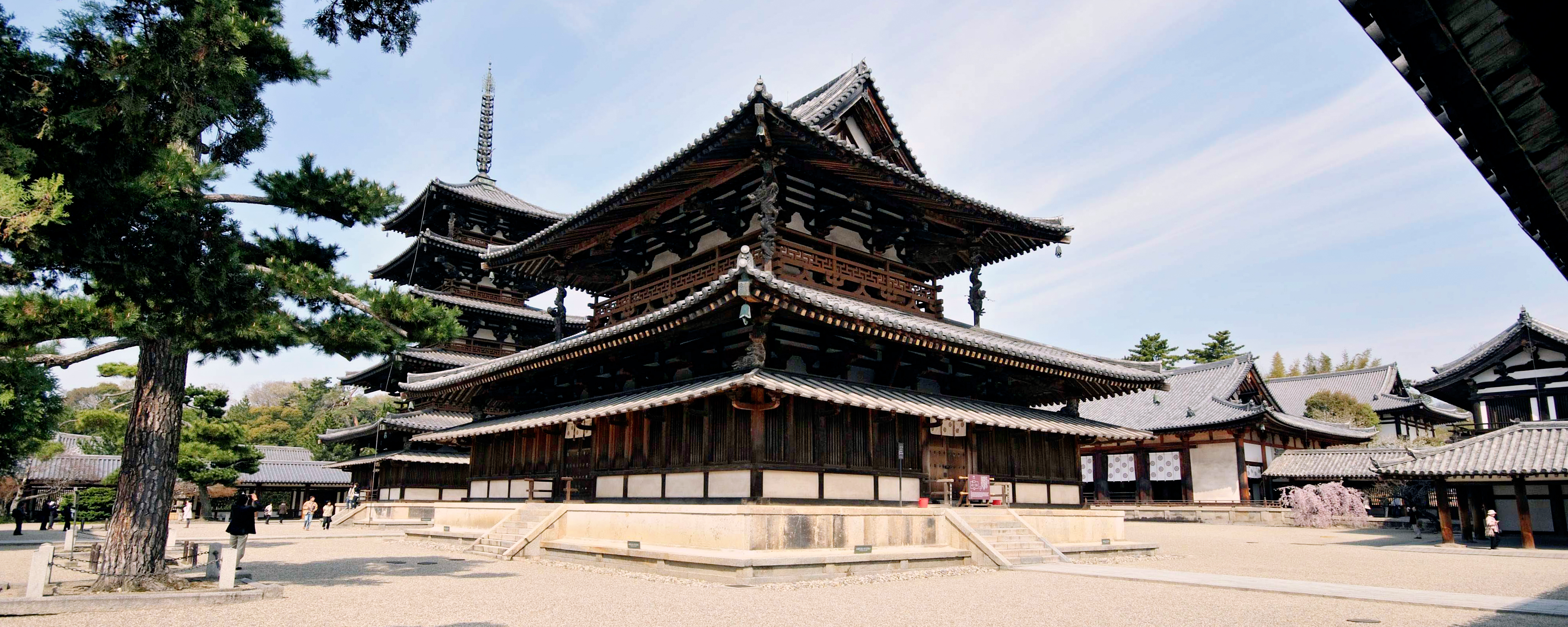
Vista panoràmica
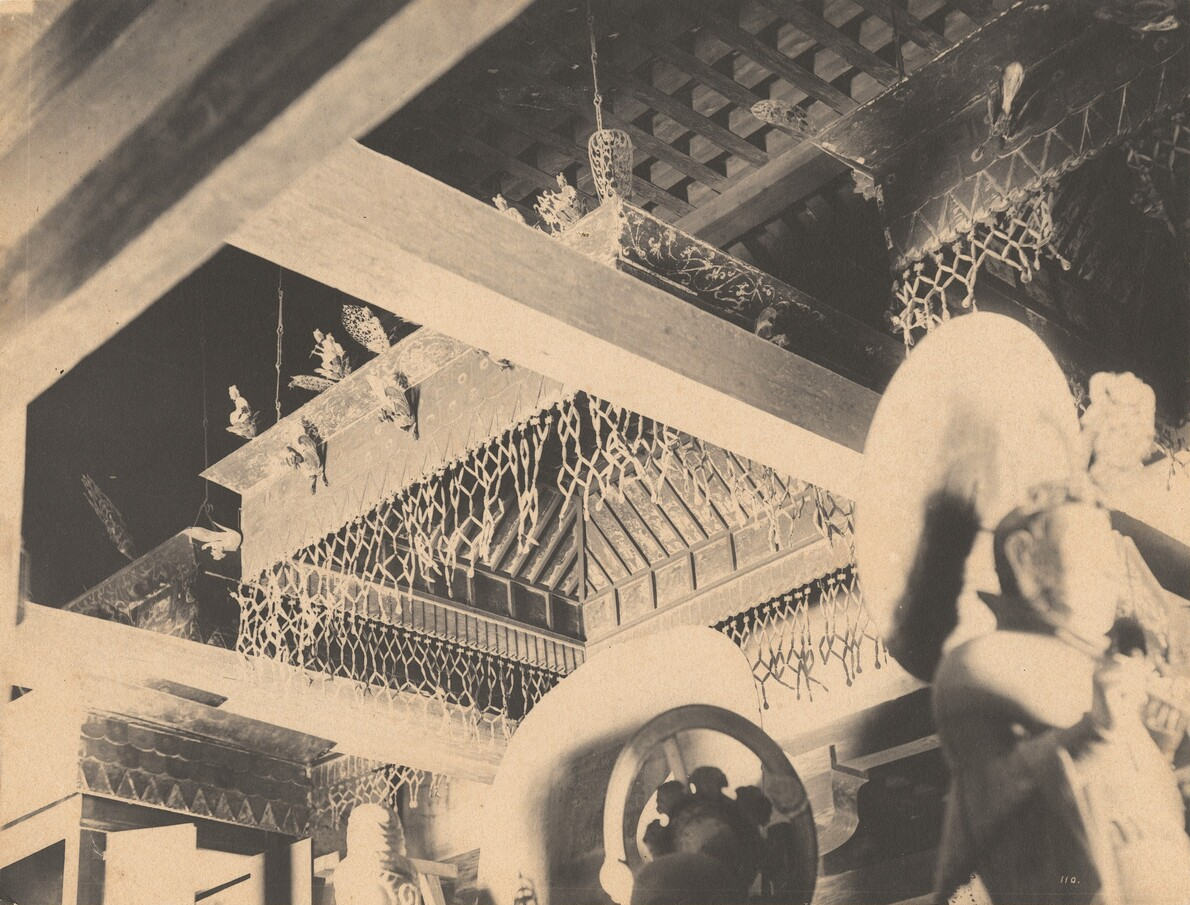
El dosser Tengai de Kondō
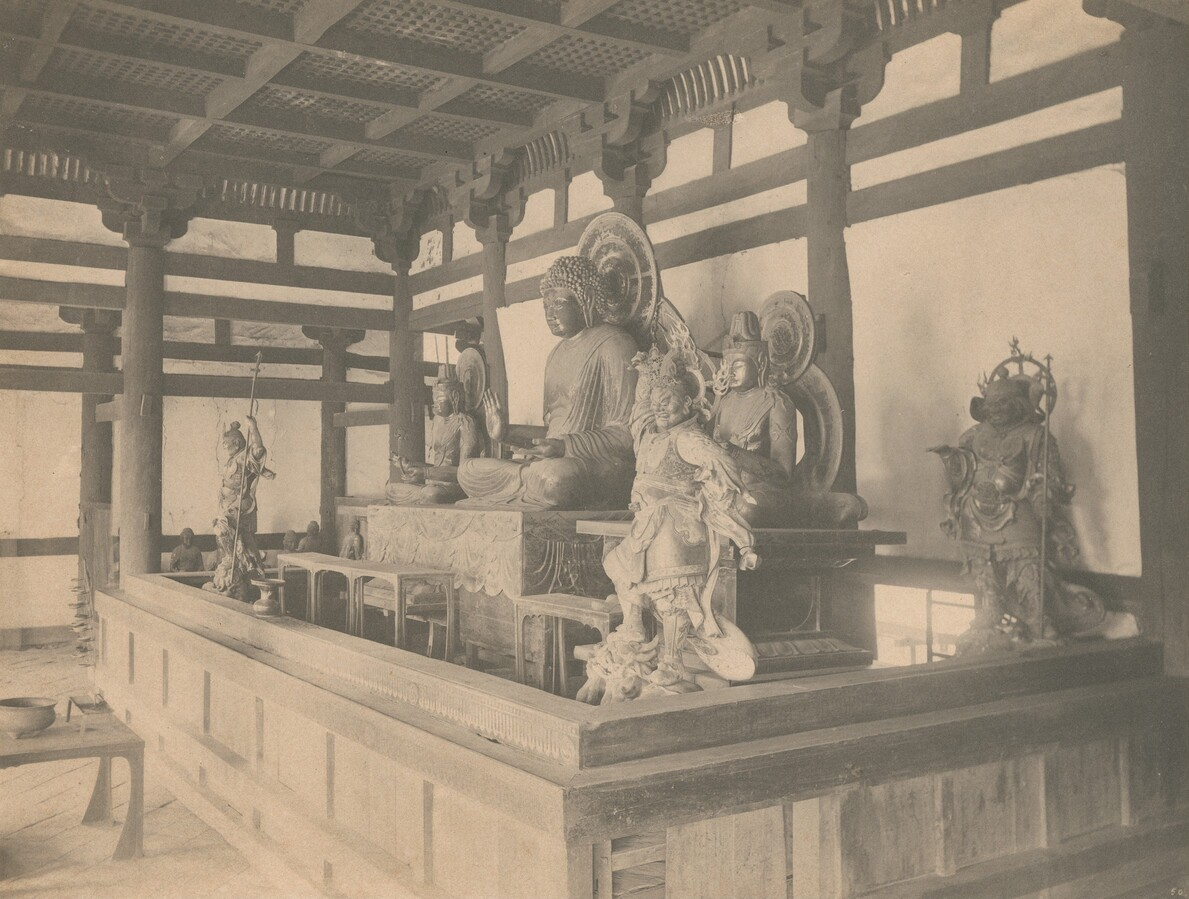
Shaka Triad amb Shitenno
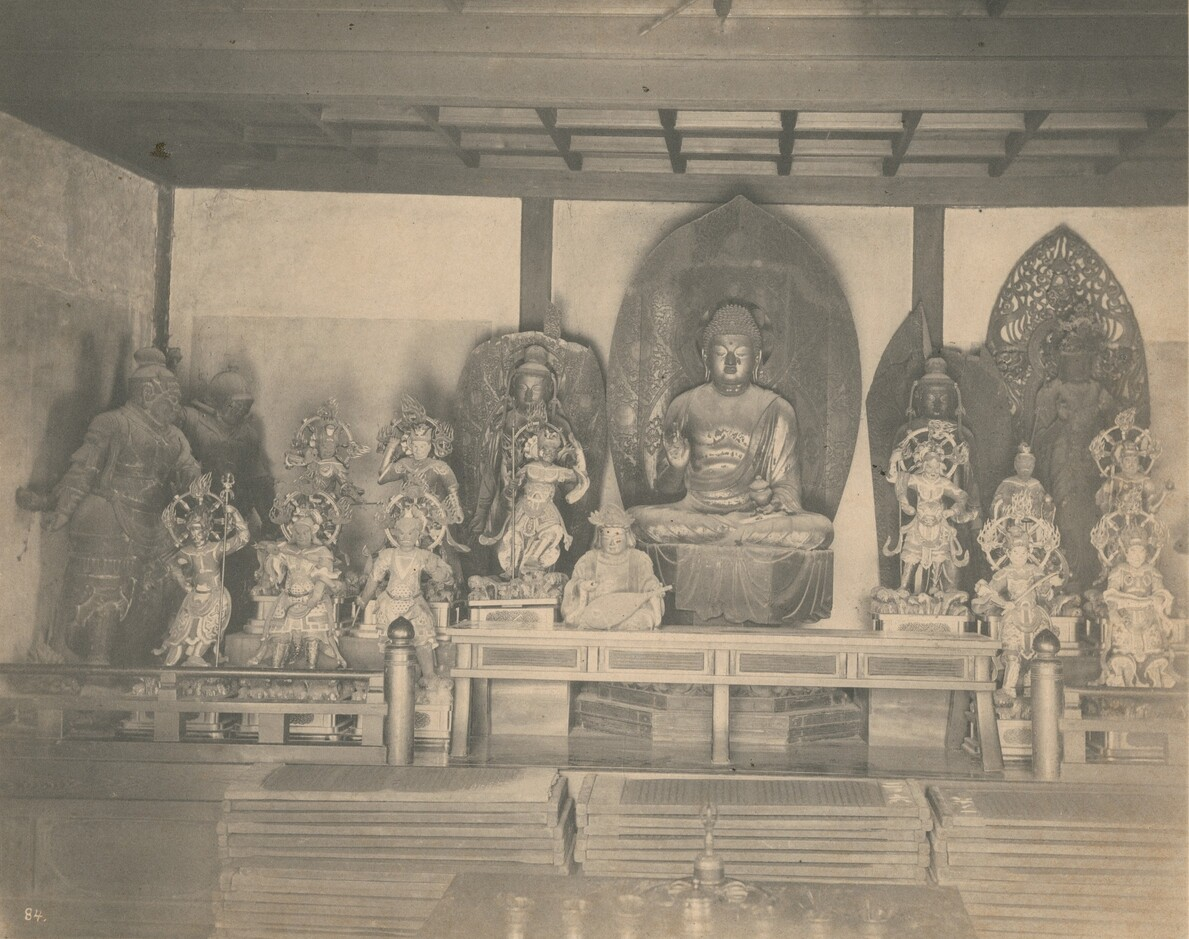
Tríada Yakushi amb estàtues
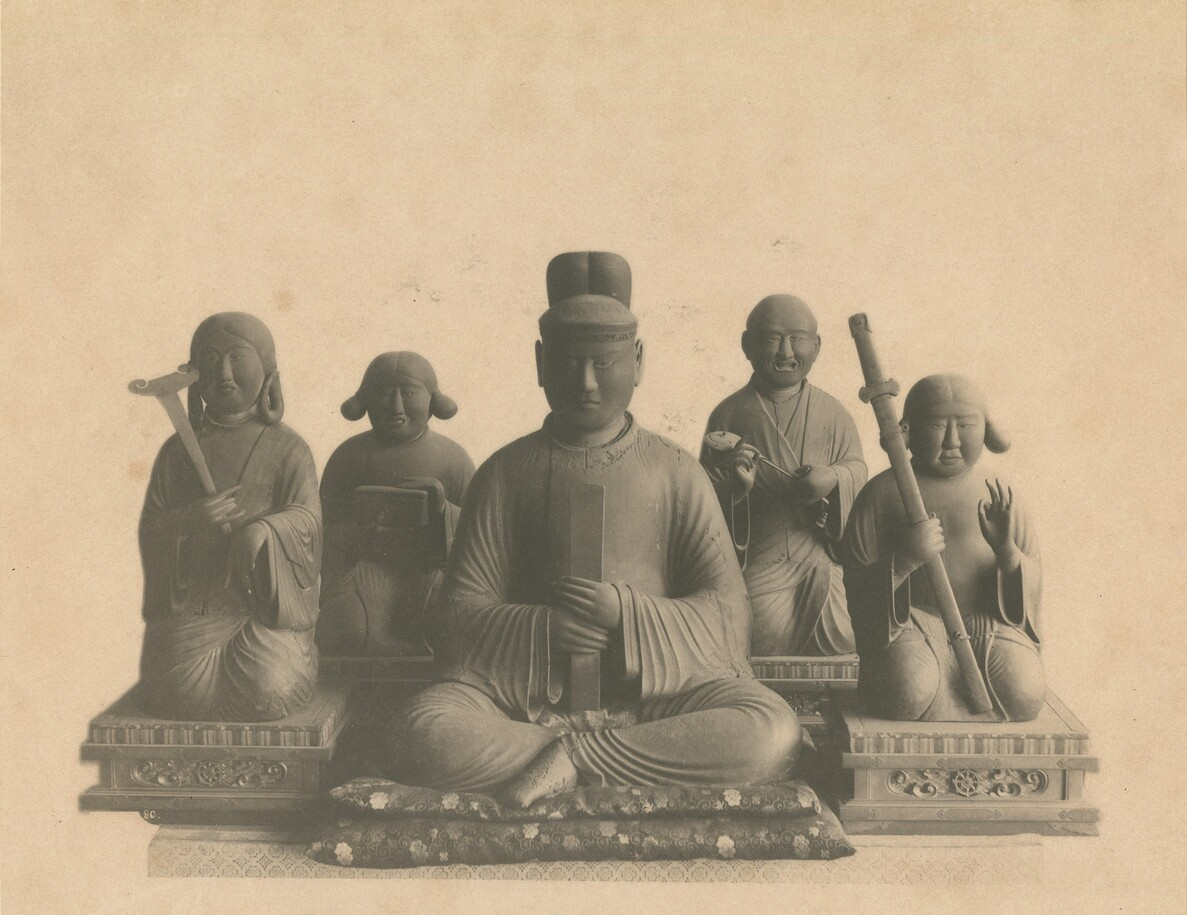
El príncep Shotoku i els seus assistents
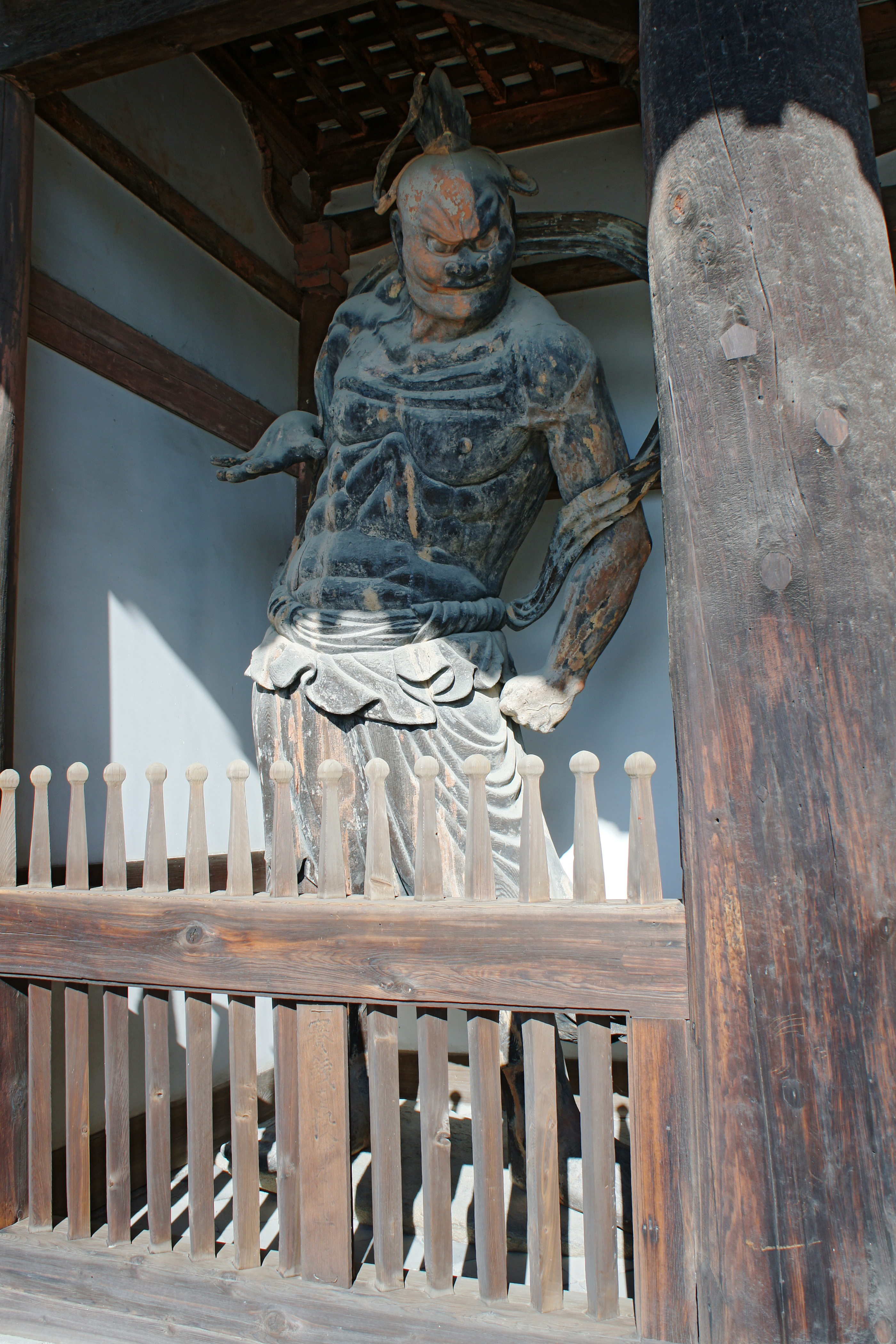
Divinitat protectora
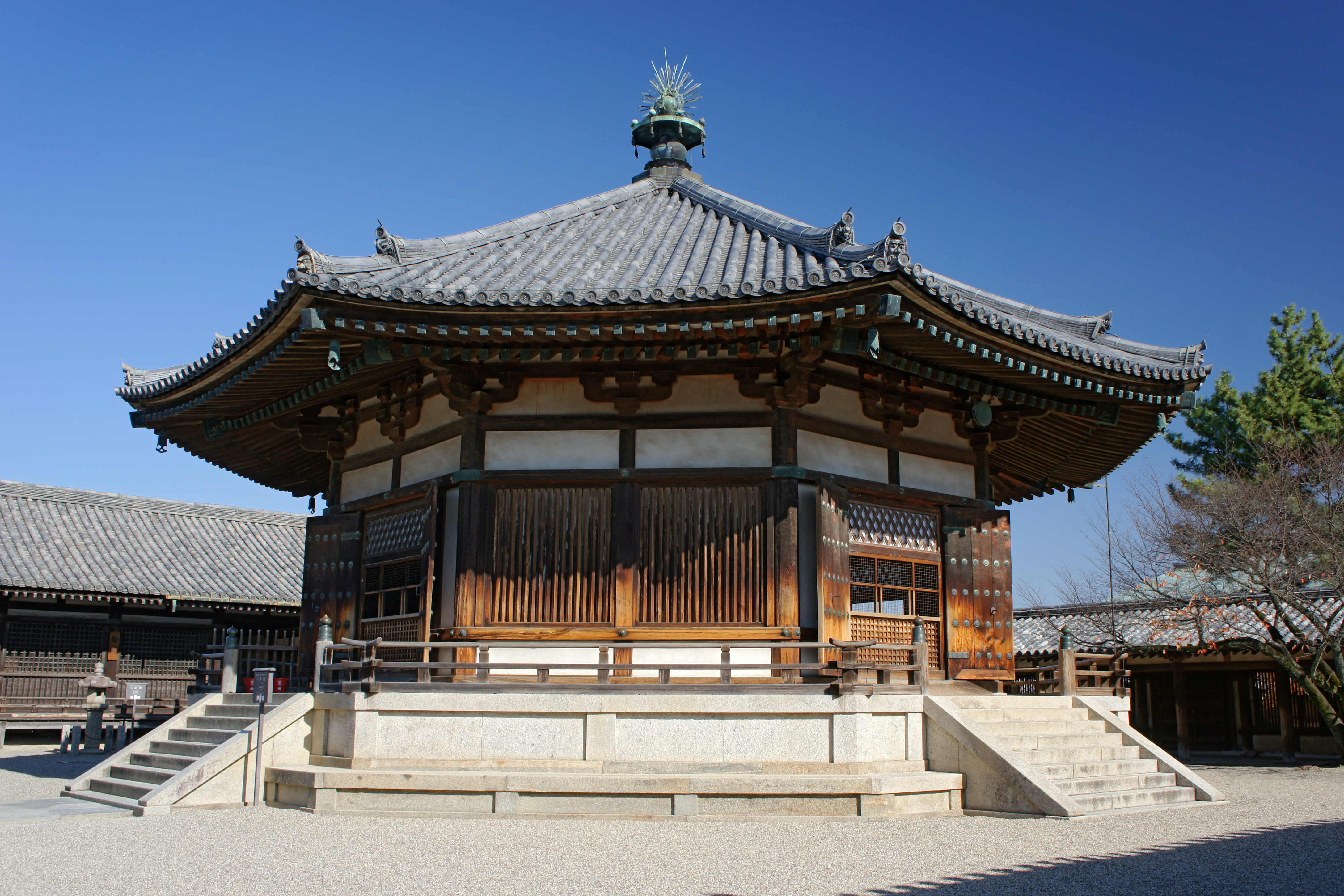
El pavelló dels somnis
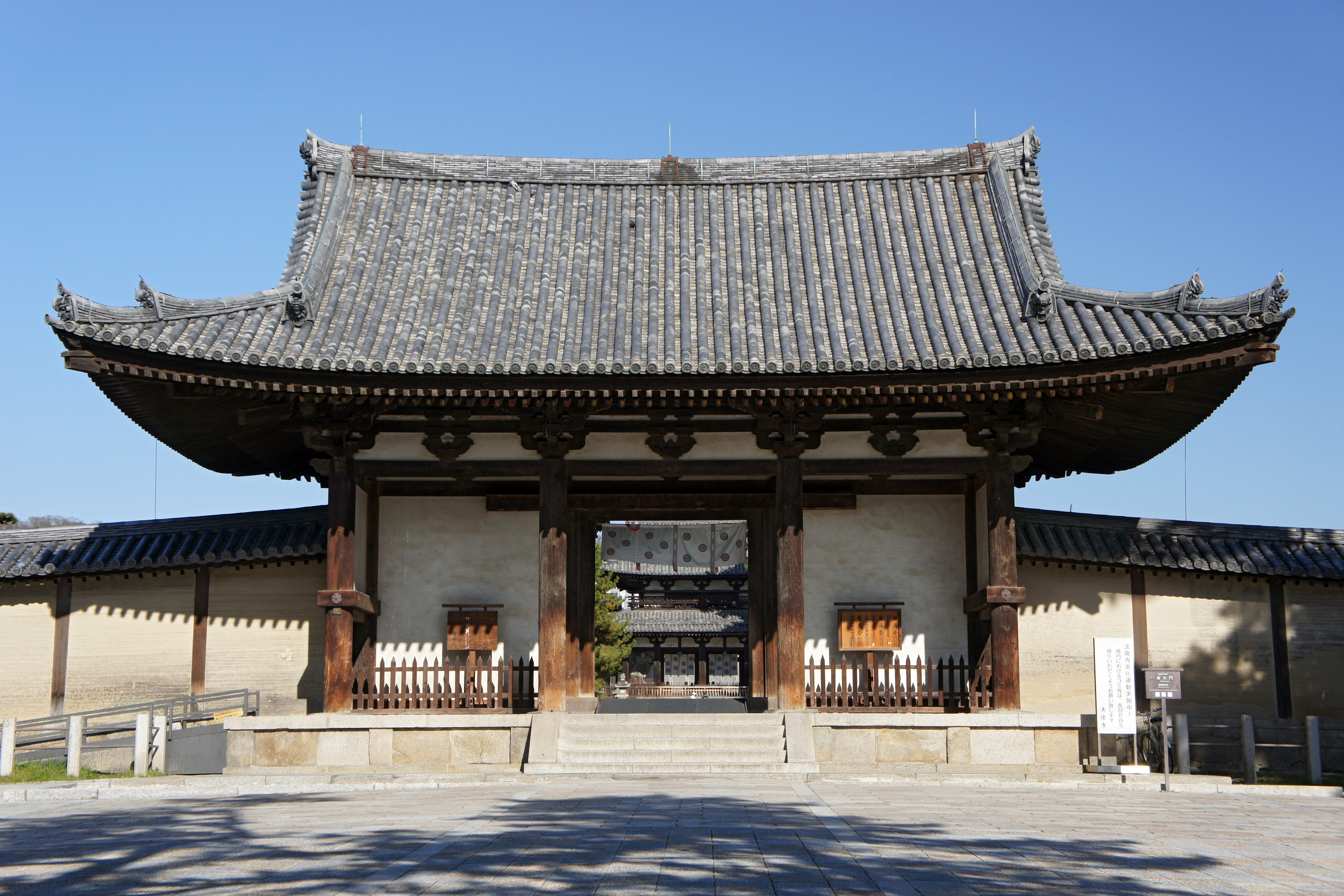
La porta principal
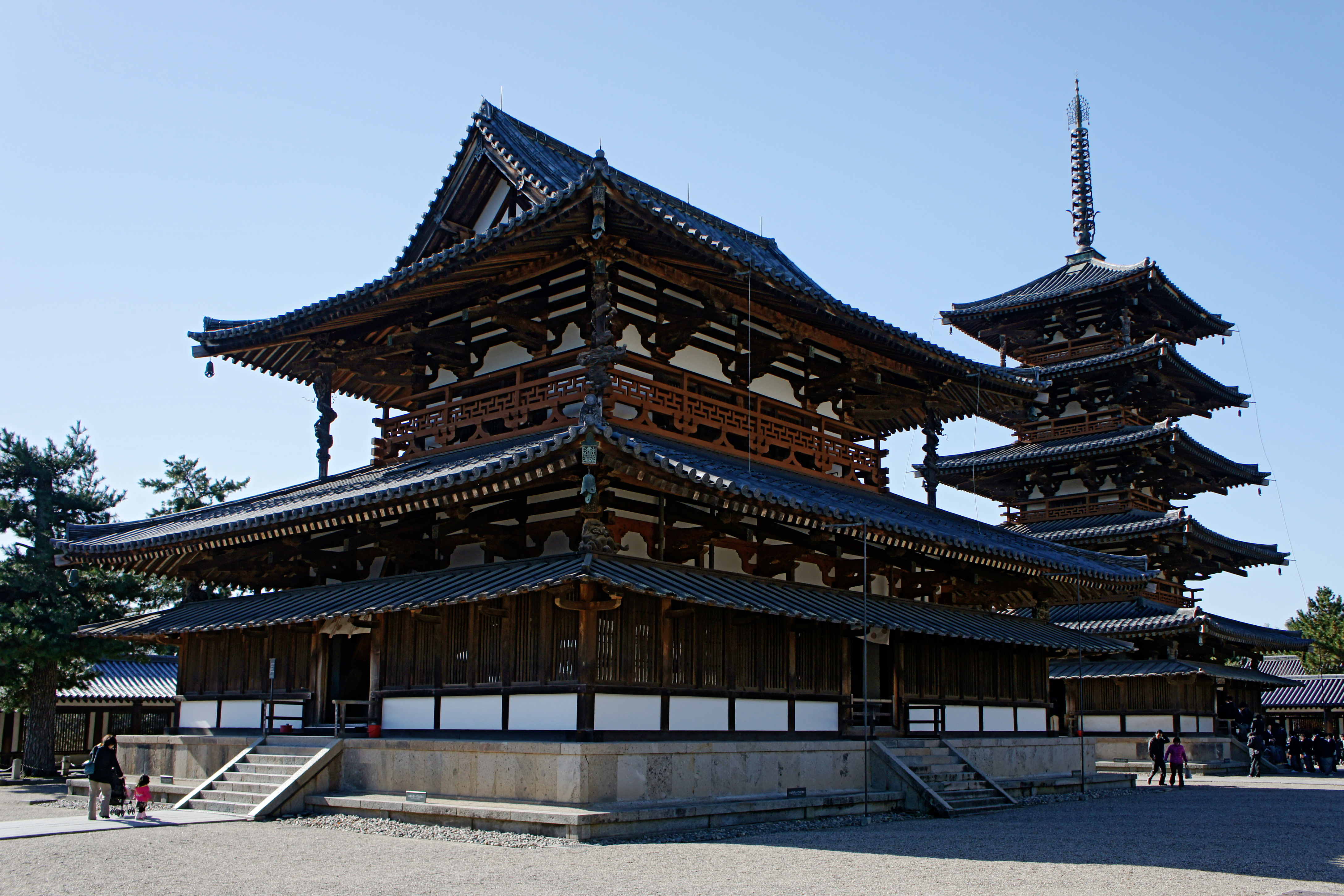
El Kondō i la pagoda de 5 pisos